# (2566) Kirghizia
(2566) Kirghizia es un asteroide que forma parte del cinturón de asteroides y fue descubierto el 29 de marzo de 1979 por Nikolái Stepánovich Chernyj desde el Observatorio Astrofísico de Crimea, en Naúchni.

## Designación y nombre
Kirghizia recibió al principio la designación de 1979 FR2.
Posteriormente se nombró por el estado asiático de Kirguistán.

## Características orbitales
Kirghizia está situado a una distancia media del Sol de 2,45 ua, pudiendo alejarse hasta 2,64 ua y acercarse hasta 2,26 ua. Su excentricidad es 0,07756 y la inclinación orbital 5,078 grados. Emplea 1401 días en completar una órbita alrededor del Sol.

## Características físicas
La magnitud absoluta de Kirghizia es 12,3 y el periodo de rotación de 4,451 horas. Está asignado al tipo espectral V de la clasificación SMASSII.